# 라우틀리지

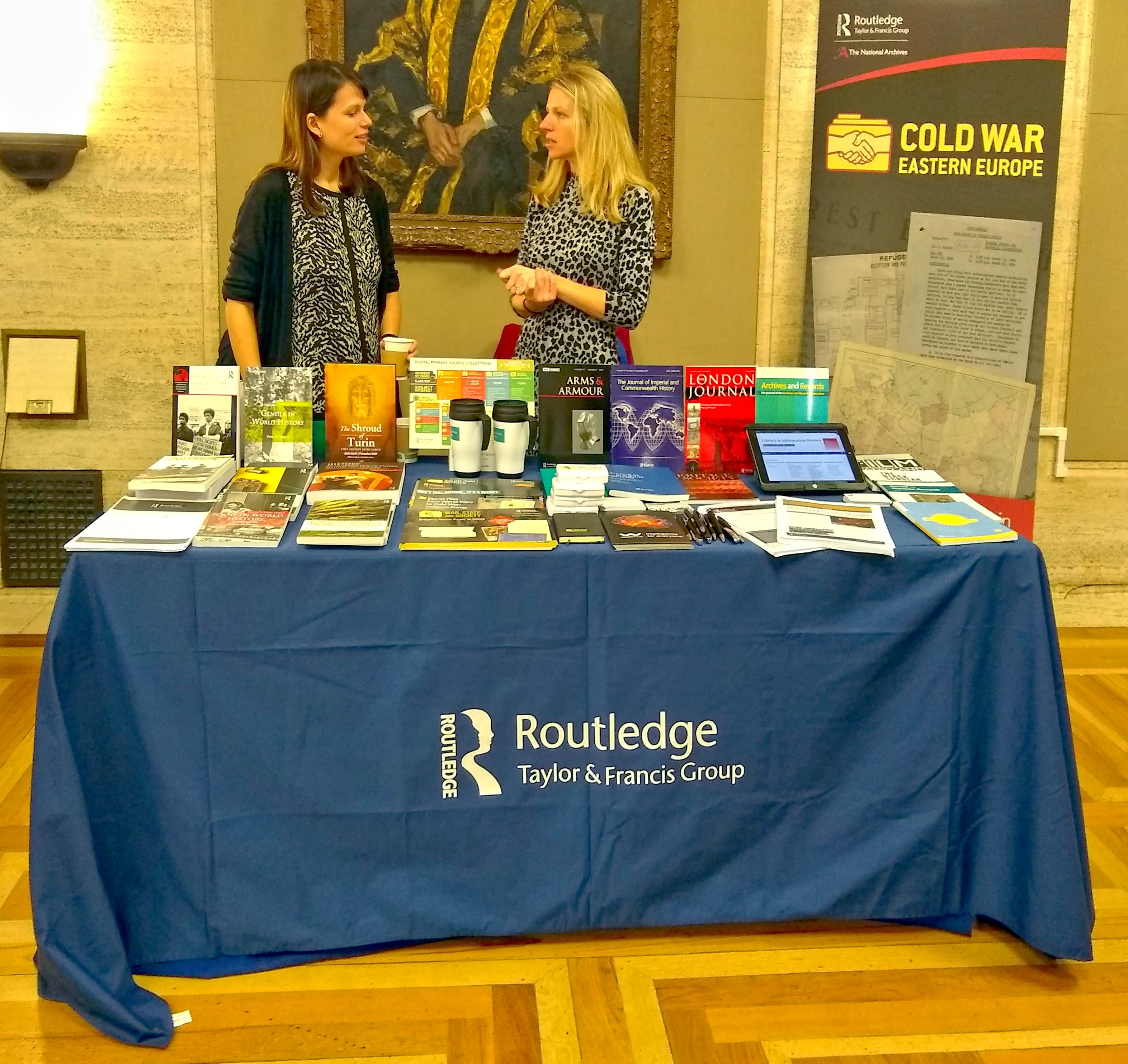
라우틀리지 스탠드

라우틀리지(Routledge, /ˈraʊtlɪdʒ/)는 영국의 다국적 출판 회사이다. 1836년 조지 라우틀리지에 의해 설립되었으며, 인문, 행동과학, 교육, 법률, 사회과학 분야의 학술 서적, 저널 및 온라인 출판을 전문으로 제공한다. 이 회사는 매년 약 1,800개의 저널과 5,000권의 새로운 책을 출판하고 있으며, 그들의 저서 목록은 70,000권 이상의 타이틀을 포함한다. 라우틀리지가 인문사회과학 분야 최대 규모의 글로벌 학술 출판사로 언급되고 있다.

## 같이 보기
- 피어슨